# Portland Trail Blazers 1972-1973
La stagione 1972-73 dei Portland Trail Blazers fu la 3ª nella NBA per la franchigia.
I Portland Trail Blazers arrivarono quinti nella Pacific Division della Western Conferencecon un record di 21-61, non qualificandosi per i play-off.

## Roster
| N° | Naz.                   | Ruolo | Sportivo         | Anno | Alt. | Peso |
| -- | ---------------------- | ----- | ---------------- | ---- | ---- | ---- |
| 4  | Stati Uniti (bandiera) | A     | Greg Smith       | 1947 | 196  | 88   |
| 12 | Stati Uniti (bandiera) | G     | Rick Adelman     | 1946 | 185  | 79   |
| 13 | Stati Uniti (bandiera) | G     | Dave Wohl        | 1949 | 188  | 84   |
| 15 | Stati Uniti (bandiera) | GA    | Larry Steele     | 1949 | 196  | 82   |
| 17 | Stati Uniti (bandiera) | G     | Charlie Davis    | 1949 | 188  | 73   |
| 21 | Stati Uniti (bandiera) | AC    | Sidney Wicks     | 1949 | 203  | 102  |
| 25 | Stati Uniti (bandiera) | A     | Bob Davis        | 1950 | 201  | 98   |
| 34 | Stati Uniti (bandiera) | A     | Bill Turner      | 1944 | 201  | 100  |
| 35 | Stati Uniti (bandiera) | C     | LaRue Martin     | 1950 | 211  | 94   |
| 36 | Stati Uniti (bandiera) | AC    | Lloyd Neal       | 1950 | 201  | 102  |
| 40 | Stati Uniti (bandiera) | GA    | Stan McKenzie    | 1944 | 196  | 88   |
| 42 | Stati Uniti (bandiera) | GA    | Terry Dischinger | 1940 | 201  | 86   |
| 43 | Stati Uniti (bandiera) | C     | Bill Smith       | 1949 | 213  | 100  |
| 44 | Stati Uniti (bandiera) | A     | Ollie Johnson    | 1949 | 198  | 91   |
| 45 | Stati Uniti (bandiera) | G     | Geoff Petrie     | 1948 | 193  | 86   |

## Staff tecnico
- Allenatore: Jack McCloskey
- Vice-allenatore: Neil Johnston